# Ignacio García (futbolista)
Ignacio Awad García Justiniano (Santa Cruz de la Sierra, 20 de agosto de 1986) es un futbolista boliviano. Juega como defensa.
Es hermano menor del también futbolista Ronald García.

## Trayectoria
La Academia Tahuichi Aguilera es donde desarrolló sus habilidades de fútbol cuando era joven. Luego, en 2004, llegó a nivel profesional con el club  Bolívar en el que jugó un par de temporadas, principalmente como jugador suplente. En 2006 fue cedido al Blooming, pero no fue mucho el tiempo de juego, por lo que volvió a Bolívar el año siguiente. Durante su segunda etapa con La Academia, comenzó a mostrar más confianza y su capacidad de juego mejoró considerablemente, ganando un puesto en la alineación titular. En 2010, García, es transferido a Aurora, pero debido a una lesión grave en la rodilla quedó fuera de las canchas por varios meses. En 2011 fue contratado por Blooming, por segunda vez en su carrera. En 2012 estuvo nuevamente en planes de contratación del San José, que en primera instancia no se concretó por la supuesta desaprobación en pasar una revisión médica del club que, luego de unos días, decidió firmar contrato con el jugador, convirtiéndose actualmente en uno de los mejores del equipo titular.
Finalmente se fue al Nacional Potosí en el año 2014 convirtiéndose en uno de sus goleadores y su gran capacidad defensiva fueron clave para el club Potosino, actualmente sigue vistiendo los colores Nacional Potosí.

## Clubes
| Club              | País    | Año         |
| ----------------- | ------- | ----------- |
| Bolívar           | Bolivia | 2004 - 2005 |
| Blooming          | Bolivia | 2006        |
| Bolívar           | Bolivia | 2007 - 2009 |
| Aurora            | Bolivia | 2010 - 2011 |
| Blooming          | Bolivia | 2011 - 2012 |
| San José          | Bolivia | 2012        |
| Jorge Wilstermann | Bolivia | 2013 - 2014 |
| Nacional Potosí   | Bolivia | 2014 - 2016 |
| Oriente Petrolero | Bolivia | 2016 - 2017 |
| San José          | Bolivia | 2017 - 2018 |
| Real Potosí       | Bolivia | 2019        |

## Palmarés

### Títulos nacionales
| Título           | Club     | País    | Edición         |
| ---------------- | -------- | ------- | --------------- |
| Primera División | Bolívar  | Bolivia | Adecuación 2005 |
| Primera División | Bolívar  | Bolivia | Apertura 2009   |
| Primera División | San José | Bolivia | Clausura 2018   |